# Ethelda Bleibtrey
Ethelda Bleibtrey (n. 27 februarie 1902, Waterford⁠(d), New York, SUA – d. 6 mai 1978, West Palm Beach, Florida, SUA) a fost o înotătoare americană, medaliată olimpică. A participat la o ediție a Jocurilor Olimpice (1920) în care a câștigat 3 medalii de aur.